# Шипикова Махала
Шипикова Махала (називана још Шипиковске колибе, Шипиковска махала; буг. Шипикова махала) је погранично село на северозападу Бугарске у општини Бојница у Видинској области. Према подацима пописа из 2021. године село је имало 2 становника (према попису из 2011. било је 5 становника).
Село се налази уз бугарско-српску границу. Након Првог светског рата, закључивањем Нејског мировног уговора, поражена Бугарска је предала делове своје територије Краљевини СХС па је тако село Шипиково посетало део Краљевине СХС, али је један мањи део села на којима су мештани имали поседе остали као део бугарске територије. Бугарски део села је постао засебно насеље. Поред Шипикова, иста ситуација се десила и селима Халово и Градсково, па су бугарски делови постали насеља Халовски Колиби и Градсковски Колиби.

## Демографија
Према попису из 2021. године, село је имало 2 становника, a према попису из 2011. године 5 становника. Према подацима из 2011. године сви становници села били су Бугари.
| Етнички састав према попису из 2011.‍ | Етнички састав према попису из 2011.‍ | Етнички састав према попису из 2011.‍ | Етнички састав према попису из 2011.‍ | Етнички састав према попису из 2011.‍ |
| ------------------------------------ | ------------------------------------ | ------------------------------------ | ------------------------------------ | ------------------------------------ |
|                                      |                                      |                                      |                                      |                                      |
| Бугари                               | Бугари                               |                                      | 5                                    | 100%                                 |

## Карте
- Карта општине Бојница
- Територија која је 1919. године припала Краљевини СХС и нова насеља у Бугарској (Халовски Колиби, Градсковски Колиби и Шипикова Махала)